# ライヴ・アット・ロイヤル・アルバート・ホール (ELPのアルバム)
ライヴ・アット・ロイヤル・アルバート・ホール (Live at the Royal Albert Hall) は、エマーソン・レイク・アンド・パーマー（ELP）が1992年に発表したライブ・アルバム。

## 内容
1991年に再結成したELPは、1992年6月に『ブラック・ムーン』をリリースし、その直後から半年近くに渡ってワールド・ツアーを敢行した。本作はその一環として10月に催されたロンドンのロイヤル・アルバート・ホールでの公演を収録したライブである。
「クレオール・ダンス」は、キース・エマーソンがアルベルト・ヒナステラ作曲のピアノ組曲『クレオール舞曲集』 をヒナステラ夫妻の許可を得て改作した作品。2002年に発表されたエマーソンのソロ・アルバム『Emerson Plays Emerson』にスタジオ録音版が収録された。
「アメリカ」と「ロンド」はエマーソンが1960年代に在籍したザ・ナイスの作品。「アメリカ」はミュージカル『ウエスト・サイド・ストーリー』の挿入歌のカバーで、1967年にアメリカのシングル・チャートを29位まで上昇した。「ロンド」はデイヴ・ブルーベックの"Blue Rondo à la Turk"の改作で、1970年代のELPのコンサートでも頻繁に取り上げられた。本作では中間部で、ニコライ・リムスキー＝コルサコフ作曲の「熊蜂の飛行」とヨハン・ゼバスティアン・バッハ作曲の「トッカータとフーガ ニ短調 BWV 565」の一節が演奏されている。
本作は1992年12月に世界に先駆けて日本で発売され、その帯には「日本独占発売」の謳い文句が踊っていたが、その後すぐ海外でも発売された。

## 収録曲
1. Karn Evil 9: 1st Impression, Pt. 2 (Keith Emerson, Greg Lake)
2. Tarkus Medley: Eruption (Emerson) / Stones of Years (Emerson, Lake) / Iconoclast (Emerson)
3. Knife Edge (Leoš Janáček, arr. Emerson, Lake, Richard Fraser)
4. Paper Blood (Emerson, Lake, Carl Palmer)
5. Romeo and Juliet (Sergei Prokofiev)
6. Creole Dance (Alberto Ginastera, arr. Emerson)
7. Still...You Turn Me On (Lake)
8. Lucky Man (Lake)
9. Black Moon (Emerson, Lake, Palmer)
10. Pirates (Emerson, Lake, Peter Sinfield)
11. Finale: Fanfare for the Common Man (Aaron Copland, arr. Emerson, Lake, Palmer) / America (Leonard Bernstein, Stephen Sondheim) / Rondo (Dave Brubeck, arr. Emerson)

| 各トラックの時間は en:Live_at_the_Royal_Albert_Hall_(Emerson,_Lake_and_Palmer_album) による。 | | |       |
| #                                                                                             | タイトル | 作詞・作曲 | 時間  |
| 1.                                                                                            | 「Karn Evil 9: 1st Impression, Pt. 2 (悪の教典#9 第1印象 パート2)」                                                       | Keith Emerson, Greg Lake                                                                                       | 1:50  |
| 2.                                                                                            | 「Tarkus (タルカス) - "Eruption (噴火)" - "Stone of Years (ストーン・オブ・イヤーズ)" - "Iconoclast (アイコノクラスト)"」 | - Emerson - Emerson, Lake - Emerson                                                                            | 9:26  |
| 3.                                                                                            | 「Knife Edge (ナイフ・エッジ)」                                                                                           | Leoš Janáček, arr. Emerson, Lake, Richard Fraser                                                               | 5:26  |
| 4.                                                                                            | 「Paper Blood (ペーパー・ブラッド)」                                                                                      | Emerson, Lake, Carl Palmer                                                                                     | 4:09  |
| 5.                                                                                            | 「Romeo and Juliet (ロメオ・アンド・ジュリエット)」                                                                       | Sergei Prokofiev                                                                                               | 3:41  |
| 6.                                                                                            | 「Creole Dance (クレオール・ダンス)」                                                                                     | Alberto Ginastera, arr. Emerson                                                                                | 3:20  |
| 7.                                                                                            | 「Still...You Turn Me On (スティル...ユー・ターン・ミー・オン)」                                                          | Lake | 3:13  |
| 8.                                                                                            | 「Lucky Man (ラッキー・マン)」                                                                                            | Lake | 4:38  |
| 9.                                                                                            | 「Black Moon (ブラック・ムーン)」                                                                                         | Emerson, Lake, Palmer                                                                                          | 6:31  |
| 10.                                                                                           | 「Pirates (海賊)」 | Emerson, Lake, Peter Sinfield                                                                                  | 13:21 |
| 11.                                                                                           | 「Final (ファイナル) - "Fanfare for the Common Man (庶民のファンファーレ)" - "America (アメリカ)" - "Rondo (ロンド)"」    | - Aaron Copland, arr. Emerson, Lake, Palmer - Leonard Bernstein, Stephen Sondheim - Dave Brubeck, arr. Emerson | 14:40 |
| 合計時間:                                                                                     | 合計時間: | 合計時間: | 70:15 |

## 参加ミュージシャン
Emerson, Lake and Palmer
- Keith Emerson – キーボード
- Greg Lake – ベース・ギター、ギター、ボーカル、ハーモニカ
- Carl Palmer – ドラムス

## ビデオソフト
同名のビデオソフトがDVDでリリースされている。こちらはELPの結成25周年記念と銘打たれており、CDとは収録曲が異なっている。
1. Welcome Back
2. Tarkus
3. Knife Edge
4. Paper Blood
5. Creole Dance
6. From The Beginning
7. Lucky Man
8. Honky Tonk Train Blues
9. Romeo and Juliet
10. Pirates
11. Pictures At An Exhibition
12. Fanfare For The Common Man

| 各トラックの英題と作詞・作曲は en:Live_at_the_Royal_Albert_Hall_(Emerson,_Lake_and_Palmer_album) に基づく。 | | |
| # | タイトル | 作詞・作曲 |
| 1. | 「Welcome Back」 | |
| 2. | 「Karn Evil 9: 1st Impression, Pt. 2 (悪の教典#9 第1印象 パート2)」 | Keith Emerson, Greg Lake |
| 3. | 「Tarkus (タルカス) - "Eruption (噴火)" - "Stone of Years (ストーン・オブ・イヤーズ)" - "Iconoclast (アイコノクラスト)"」 | - Emerson - Emerson, Lake - Emerson |
| 4. | 「Knife Edge (ナイフ・エッジ)」 | Leoš Janáček, arr. Emerson, Lake, Richard Fraser |
| 5. | 「Paper Blood (ペーパー・ブラッド)」 | Emerson, Lake, Carl Palmer |
| 6. | 「Creole Dance (クレオール・ダンス)」 | Alberto Ginastera, arr. Emerson |
| 7. | 「From the Beginning (フロム・ザ・ビギニング)」 | Lake |
| 8. | 「Lucky Man (ラッキー・マン)」 | Lake |
| 9. | 「Honky Tonk Train Blues (ホンキー・トンク・トレイン・ブルース)」 | Meade Lux Lewis |
| 10. | 「Romeo and Juliet (ロメオ・アンド・ジュリエット)」 | Sergei Prokofiev |
| 11. | 「Pirates (海賊)」 | Emerson, Lake, Peter Sinfield |
| 12. | 「Pictures at an Exhibition (展覧会の絵) - "Promenade (プロムナード)" - "Gnome (こびと)" - "Promenade (プロムナード)" - "The Hut of Baba Yaga (バーバ・ヤーガの小屋)" - "Drum Solo (ドラム・ソロ)" - "The Hut of Baba Yaga (バーバ・ヤーガの小屋)" - "The Great Gates of Kiev (キエフの大門)"」 | - Modest Mussorgsky - Mussorgsky, Palmer - Mussorgsky, Lake - Mussorgsky, Emerson, Lake, Palmer - Palmer - Mussorgsky, Emerson, Lake, Palmer - Mussorgsky, Lake |
| 13. | 「Final (ファイナル) - "Fanfare for the Common Man (庶民のファンファーレ)" - "America (アメリカ)" - "Rondo (ロンド)"」 | - Aaron Copland, arr. Emerson, Lake, Palmer - Leonard Bernstein, Stephen Sondheim - Dave Brubeck, arr. Emerson                                                  |